# Pyhrnbahn

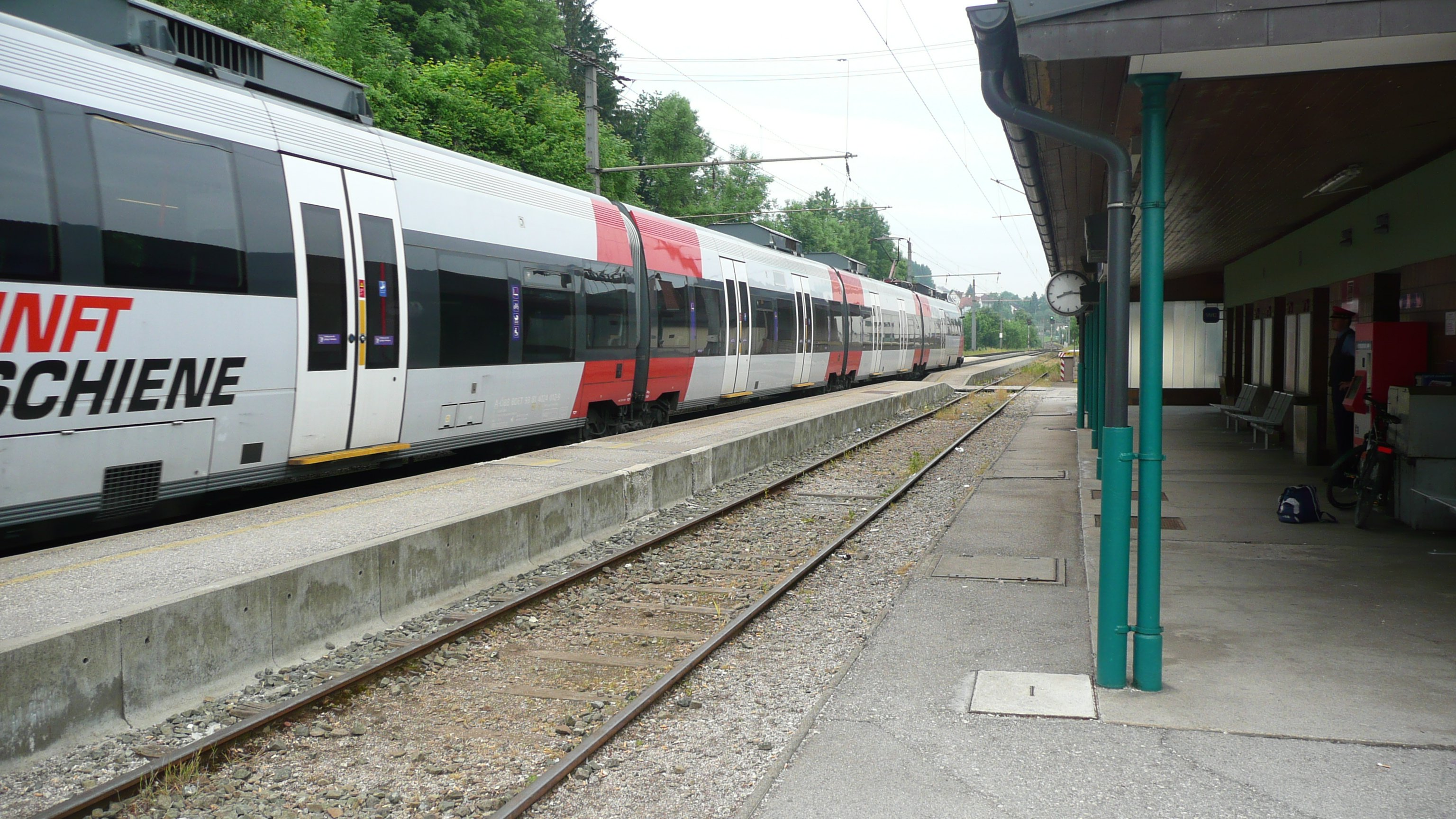
ÖBB Talent motorvonat Kremsmünster állomáson

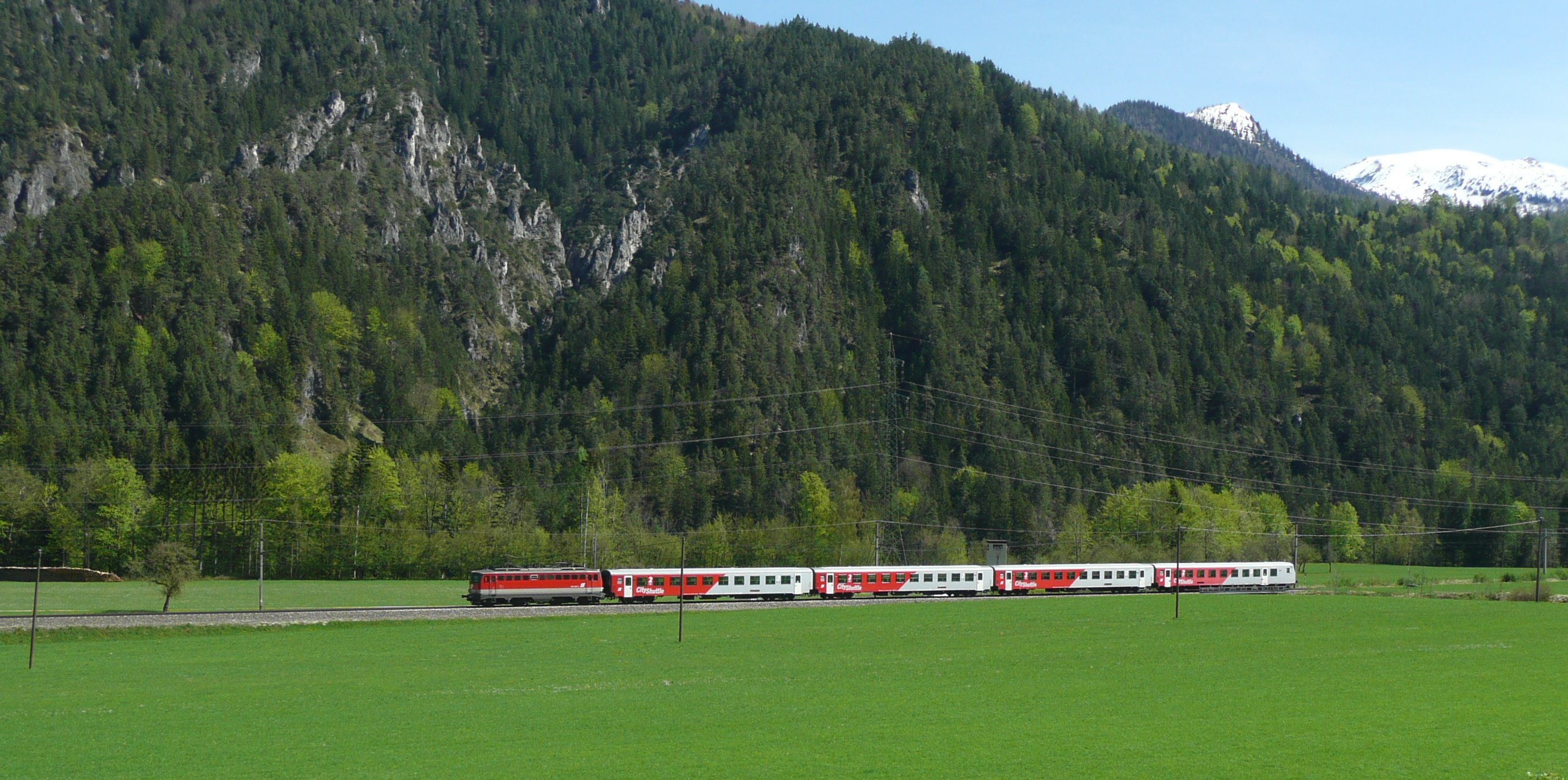
Pyhrnbahn Gemeindegebiet és St. Pankraz között

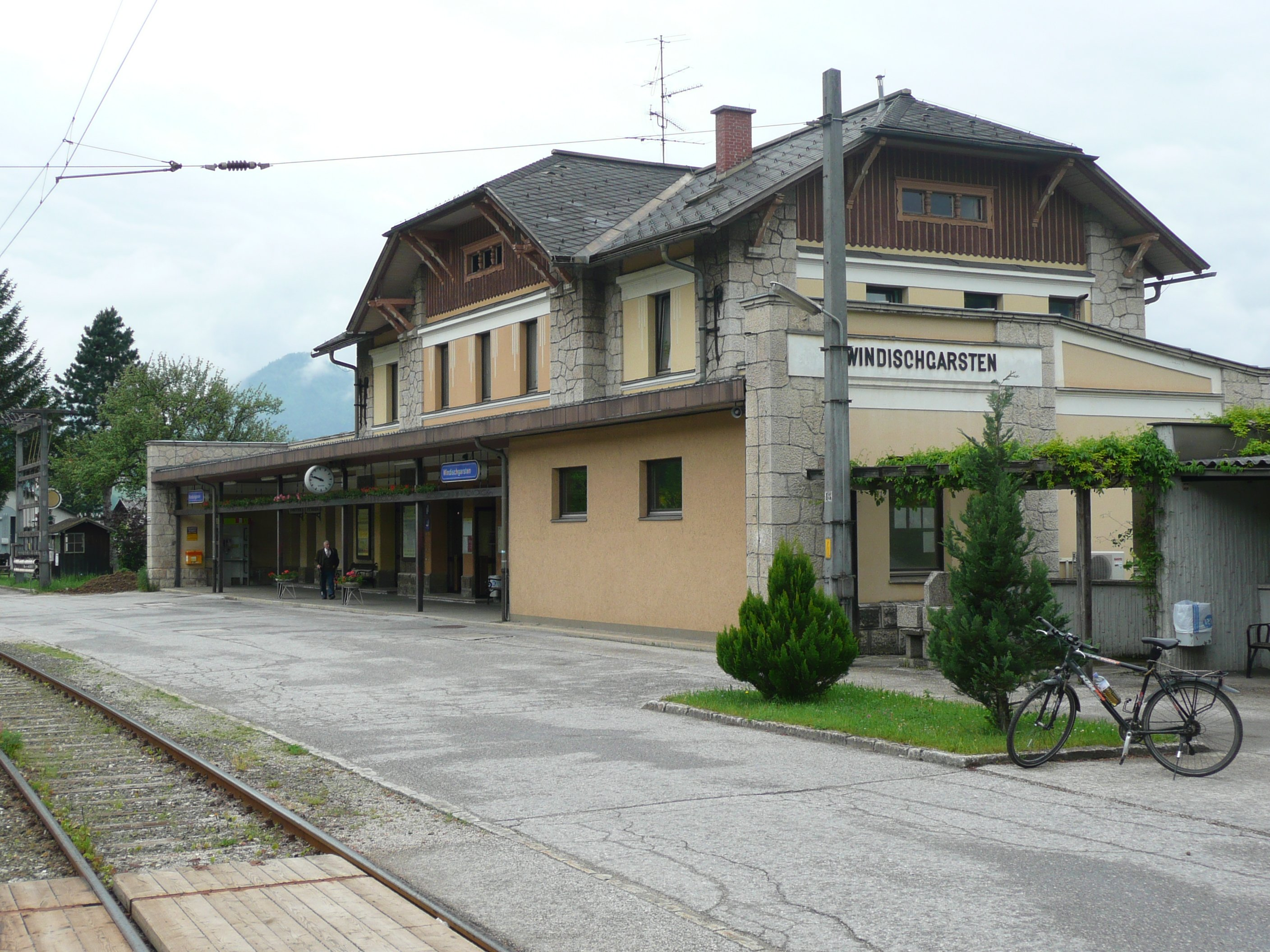
Windischgarsten állomás

A Pyhrnbahn egy 104,2 km hosszú, 15 kV, 16,7 Hz-cel villamosított, részben kétvágányú, normál nyomtávolságú vasútvonal Ausztriában Linz (Felső-Ausztria) és Selzthal (Stájerország) között.

## Menetrend
- Aktueller ÖBB menetrend (.pdf)